# Lanark (Illinois)
Lanark ist eine Kleinstadt (mit dem Status „City“) im Carroll County im Nordwesten des US-amerikanischen Bundesstaates Illinois. Das U.S. Census Bureau hat bei der Volkszählung 2020 eine Einwohnerzahl von 1.504 ermittelt.

## Geografie
Lanark liegt auf 42°06′08″ nördlicher Breite und 89°50′00″ westlicher Länge und erstreckt sich über 3 km². Die Stadt bildet das Zentrum der Rock Creek-Lima Township.
Der Mississippi, der die Grenze zu Iowa bildet, befindet sich 29 km westlich; die Grenze zu Wisconsin verläuft 45 km nördlich.
Benachbarte Orte sind Georgetown (4,6 km nördlich), Shannon (12,9 km nördlich), Milledgeville (19,1 km südlich), Chadwick (16,3 km südwestlich) und Mount Carroll (14 km westlich).
Die nächstgelegenen größeren Städte sind Dubuque in Iowa (102 km nordwestlich), Rockford (80,9 km ostnordöstlich), Chicago (209 km ostsüdöstlich), Peoria (170 km südlich), die Quad Cities (120 km südwestlich) und Cedar Rapids in Iowa (174 km westlich).

## Verkehr
Entlang des südlichen Stadtrandes von Lanark verlaufen auf einem gemeinsamen Streckenabschnitt der U.S. Highway 52 und die Illinois State Route 64. Durch das Stadtzentrum verläuft in Nord-Süd-Richtung die Illinois State Route 73. Alle anderen Straßen sind weiter untergeordnete oder innerstädtische Verbindungsstraßen.
Durch die Stadt verläuft parallel zum Highway 52 eine Eisenbahnlinie der Canadian Pacific Railway.
Die nächstgelegenen Flughäfen sind der 74,2 km östlich gelegene Chicago Rockford International Airport und der 120 km südwestlich der Stadt gelegene Quad City International Airport.

## Demografische Daten
Nach der Volkszählung im Jahr 2010 lebten in Lanard 1457 Menschen in 624 Haushalten. Die Bevölkerungsdichte betrug 485,7 Einwohner pro Quadratkilometer. In den 624 Haushalten lebten statistisch je 2,31 Personen.
Ethnisch betrachtet setzte sich die Bevölkerung zusammen aus 98,0 Prozent Weißen, 0,3 Prozent Afroamerikanern, 0,4 Prozent amerikanischen Ureinwohnern, 0,3 Prozent Asiaten sowie 0,1 Prozent (eine Person) aus anderen ethnischen Gruppen; 0,8 Prozent stammten von zwei oder mehr Ethnien ab. Unabhängig von der ethnischen Zugehörigkeit waren 0,8 Prozent der Bevölkerung spanischer oder lateinamerikanischer Abstammung.
22,4 Prozent der Bevölkerung waren unter 18 Jahre alt, 59,4 Prozent waren zwischen 18 und 64 und 18,2 Prozent waren 65 Jahre oder älter. 51,1 Prozent der Bevölkerung war weiblich.
Das mittlere jährliche Einkommen eines Haushalts lag bei 40.950 USD. Das Pro-Kopf-Einkommen betrug 21.256 USD. 12,9 Prozent der Einwohner lebten unterhalb der Armutsgrenze.